# سرخس مبرغل
سرخس مبرغل (الاسم العلمي: Polypodium guttatum) هو نوع نباتي يتبع جنس السرخس من فصيلة السرخسية.